# アイドルマスター プロデューサーグリーティングキット
『アイドルマスター プロデューサーグリーティングキット』（THE IDOLM@STER P GREETING KIT）は、バンダイナムコエンターテインメントが配信していたプロデューサー名刺作成交換アプリ。サービス期間は2021年1月18日 - 2024年3月27日。略称は『Pグリ』。

## 概要
バンダイナムコエンターテインメントは2020年12月29日、「アイドルマスターシリーズ」としては初のプロデューサー公式名刺作成交換アプリとして本タイトルを発表した。これは、同日に生配信された「ゆくM@SくるM@S 2020」で発表されたものである。
このアプリは、担当アイドルの名刺を作成し、その名刺を交換および交流することが可能となっていた。
2024年3月27日をもってサービスを終了した。

## システム

### 名刺作成
公式素材で名刺を作成することが可能。豊富なテンプレートを使用して名刺を簡単に作成できる「フレームワークを使ってデザインする」、オリジナルデザインが作成できる「白紙からデザインする」のいずれかを選択し、担当アイドルのプロデューサー名刺を作成することが可能。「アイドルマスターシリーズ」の5ブランドから300人以上のアイドルの公式素材を実装した仕組みとなっており、アイドルのイラストやフレームワークも随時追加された。

### 名刺交換
作成した名刺は、通常の名刺交換と同様の形で近くのユーザーと交換できるほか、離れたユーザーともオンライン上で交換可能。シリーズのイベント会場や生配信等、シーンに合わせ名刺を交換して同僚の輪を広げるといったものもあった。

### 交流
作成した名刺をSNS上で共有が可能となっており、名刺作成時にIDを登録することにより、シリーズのアプリゲームのフレンド登録やTwitterのフォローも簡単に行うことが可能となっており、繋がった同僚と深く交流することが可能であった。